# خیلی داغ برای تحمل کردن
خیلی داغ برای تحمل کردن (انگلیسی: Too Hot to Handle) (یا خیلی شهوتناک و غیرقابل تحمل) یک برنامهٔ تلویزیونی واقع‌نمای بریتانیایی در ژانر نمایش همسریابی و مسابقهٔ واقع‌نما است که توسط شرکت‌های تولیدی فریمنتل به نام Talkback و Thames برای نتفلیکس ساخته شده‌است. این برنامه توسط لورا گیبسون و چارلی بنت خلق شده‌است. فصل نخست آن در هشت قسمت در ۱۷ آوریل ۲۰۲۰ منتشر شد.
مجری برنامه یک دستیار مجازی به نام «لانا» است. در هر فصل، ۱۰ شرکت‌کنندهٔ جوان که عمدتاً روابط سطحی و بی‌معنا دارند، در یک خانهٔ لوکس کنار هم قرار می‌گیرند. آن‌ها ابتدا گمان می‌برند در یک نمایش معمولی شرکت کرده‌اند، اما سپس متوجه می‌شوند برای به دست آوردن جایزه‌ای ۱۰۰ هزار دلاری، باید از هرگونه تماس جنسی، بوسیدن یا خودارضایی خودداری کنند. هرگونه نقض این قوانین از مبلغ جایزه می‌کاهد. در این مدت، شرکت‌کنندگان در کارگاه‌های رشد فردی شرکت می‌کنند تا بتوانند ارتباطاتی عمیق‌تر برقرار کنند.

## قالب برنامه
شرکت‌کنندگان با تصور شرکت در برنامه‌ای پرزرق‌وبرق به یک ویلای لوکس در جزیره‌ای گرمسیری آورده می‌شوند. سپس «لانا»، دستیار مجازی مخروطی‌شکل، هدف واقعی را اعلام می‌کند: برای برنده شدن جایزهٔ نقدی، باید از هرگونه رابطهٔ فیزیکی پرهیز کنند. این در حالی‌ست که اغلب آن‌ها به روابط زودگذر عادت دارند. در طول چهار هفته، علاوه بر اجتناب از تماس جنسی، آن‌ها باید در کارگاه‌هایی برای افزایش هوش هیجانی و رشد شخصی شرکت کنند.

## فصل‌ها
در هر فصل، ۱۰ شرکت‌کنندهٔ جدید معرفی می‌شوند و گاه شرکت‌کنندگان جدیدی در ادامه وارد می‌شوند. شرکت‌کنندگانی که نتوانند ارتباط مؤثری برقرار کنند یا خودشان بخواهند، ممکن است حذف شوند.

## تولید و پخش
تصویربرداری فصل اول در سال ۲۰۱۹ در ویلای «کازا تائو» در پونتا میتا مکزیک انجام شد. فصل‌های ۲ تا ۶ در جزایر تورکس و کایکوس ضبط شدند. فصل اول در ۱۷ آوریل ۲۰۲۰ در نتفلیکس پخش شد. در ژانویه ۲۰۲۱، نتفلیکس برنامه را برای دو فصل دیگر تمدید کرد. فصل سوم در ژانویه ۲۰۲۲، فصل چهارم در دسامبر ۲۰۲۲، فصل پنجم در ژوئیه ۲۰۲۳، و فصل ششم در ژوئیه ۲۰۲۴ منتشر شد.

## بازی‌ها
نتفلیکس سه بازی موبایلی براساس این برنامه منتشر کرده‌است: «زیاده داغ برای تحمل: عشق یک بازی‌ست» (۲۰۲۲)، نسخهٔ دوم (۲۰۲۳) و سوم (۲۰۲۴).

## استقبال
فصل اول در هفتهٔ نخست پخش، در رتبهٔ نخست برنامه‌های نتفلیکس قرار گرفت. فصل‌های بعدی نیز میلیون‌ها ساعت بازدید جهانی ثبت کردند. با وجود موفقیت تجاری، واکنش منتقدان متفاوت بود. در راتن تومیتوز، فصل اول نمرهٔ ۳۶٪ دریافت کرد و در متاکریتیک امتیاز ۴۳ از ۱۰۰ گرفت.

## عنوان در فارسی
این برنامه با عنوان «زیاده داغ برای تحمل کردن» یا «خیلی داغ برای تحمل» در رسانه‌ها شناخته می‌شود. در ترجمهٔ لفظی، معادل «غیرقابل تحمل از شدت جذابیت» یا «افراطی از نظر جنسی» نیز بیان شده‌است.